# Norm Ledgin
Norm Ledgin (né le 15 juillet 1928 à Passaic, New Jersey) est un écrivain et journaliste américain, vivant à Stanley, Overland Park, dans le Kansas. Il est connu pour ses ouvrages traitant de l'autisme, Asperger's and Self-Esteem: Insight and Hope Through Famous Role Models (2002), et Diagnosing Jefferson: Evidence of a Condition that Guided His Beliefs, Behavior, and Personal Associations (2000). Ce dernier affirme que Thomas Jefferson a démontré des traits de syndrome d'Asperger. En 2012, il a publié un roman historique Sally of Monticello: Founding Mother,  à propos de l'histoire d'amour de 38 ans entre Thomas Jefferson et Sally Hemings.